# 987
987 је била проста година.

## Догађаји
- 7. фебруар — Варда Фока Млађи и Варда Склир, два члана војне елите, почињу побуну широких размера против цара Василија II. Они су прегазили Анадолију, а Фока се проглашава за цара. Василије тражи војну помоћ од кнеза Владимира Великог, владара Кијевске Русије, који пристаје да му помогне и шаље варјашку војску (6.000 људи).
- 21. мај — Луј V Лењи, последњи каролиншки краљ Западне Франачке, умире.
- 3. јул — Иго Капет је крунисан за краља Франака.

- Јарослав Владимирович Мудри је постао ростовски кнез. Окупио је савет својих бољара и градских старешина, послат 986. године да испита веру (ислам, јудаизам, католицизам, православље), на којем је разматрано питање усвајања најбоље вере. Бољари и старешине препоручили су прихватање православне хришћанске вере од Византијског царства.
- Посланство из Византије од цара Василија II Бугароубице стигло је у Кијев код кнеза Владимира Великог, тражећи помоћ трупама против Варде Фоке. Кијевски кнез је пристао, али је инсистирао да се ожени принцезом Аном, царевом сестром. Василије II је био приморан да прихвати услов кијевског кнеза, али је, заузврат, кнез Владимир Свјатославич морао да прихвати православно хришћанство.

## Смрти
- 21. мај — Луј V Лењи, западнофраначки краљ (р. 967)